# Olympische Sommerspiele 2016/Schwimmen – 4 × 100 m Lagen (Frauen)
Der Staffelwettbewerb über 4-mal 100 Meter Lagen der Frauen bei den Olympischen Spielen 2016 in Rio de Janeiro wurde am 12. und 13. August 2016 im Olympic Aquatics Stadium ausgetragen. 76 Athletinnen aus 16 Ländern nahmen daran teil.
Es fanden zwei Vorläufe statt. Die acht schnellsten Staffeln aller Vorläufe qualifizierten sich für das Finale.
Abkürzungen:
WR = Weltrekord, OR = olympischer Rekord, NR = nationaler Rekord, PB = persönliche Bestleistung, JWB = Jahresweltbestzeit

## Bestehende Rekorde
| Weltrekord         | Vereinigte Staaten (Missy Franklin, Rebecca Soni, Dana Vollmer, Allison Schmitt) | 3:52,05 | London, Vereinigtes Königreich | 4. August 2012 |
| Olympischer Rekord | Vereinigte Staaten (Missy Franklin, Rebecca Soni, Dana Vollmer, Allison Schmitt) | 3:52,05 | London, Vereinigtes Königreich | 4. August 2012 |

## Titelträger
| Olympiasieger | Vereinigte Staaten (Missy Franklin, Rebecca Soni, Dana Vollmer, Allison Schmitt)          | 3:52,05 min | London 2012 |
| Weltmeister   | Volksrepublik China (Fu Yuanhui, Shi Jinglin, Lu Ying, Shen Duo)                          | 3:54,41 min | Kasan 2015  |
| Europameister | Großbritannien (Kathleen Dawson, Chloé Tutton, Siobhan-Marie O’Connor, Francesca Halsall) | 3:58,57 min | London 2016 |

## Vorlauf

### Vorlauf 1
| Platz | Nation    | Besetzung                                                                    | Zeit        | Anmerkung |
| ----- | --------- | ---------------------------------------------------------------------------- | ----------- | --------- |
| 1     | Kanada    | Kylie Masse Rachel Nicol Noemie Thomas Taylor Ruck                           | 3:56,80 min | NR        |
| 2     | Dänemark  | Mie Østergaard Nielsen Rikke Møller Pedersen Jeanette Ottesen Pernille Blume | 3:56,98 min |           |
| 3     | Russland  | Anastassija Fessikowa Julija Jefimowa Swetlana Tschimrowa Weronika Popowa    | 3:57,44 min |           |
| 4     | Schweden  | Michelle Coleman Jennie Johansson Sarah Sjöström Louise Hansson              | 3:59,45 min |           |
| 5     | Japan     | Natsumi Sakai Satomi Suzuki Rikako Ikee Miki Uchida                          | 3:59,82 min |           |
| 6     | Finnland  | Mimosa Jallow Jenna Laukkanen Emilia Pikkarainen Hanna-Maria Seppälä         | 4:01,61 min |           |
| 7     | Brasilien | Natalia de Luccas Jhennifer Conceição Daynara de Paula Larissa Oliveira      | 4:02,83 min |           |
| 8     | Hongkong  | Stephanie Au Yvette Man-Yi Kong Hang Yu Sze Camille Cheng                    | 4:03,85 min |           |

### Vorlauf 2
| Platz | Nation             | Besetzung                                                               | Zeit        | Anmerkung       |
| ----- | ------------------ | ----------------------------------------------------------------------- | ----------- | --------------- |
| 1     | Vereinigte Staaten | Olivia Smoliga Katie Meili Kelsi Worrell Abbey Weitzeil                 | 3:54,67 min |                 |
| 2     | Australien         | Madison Wilson Taylor McKeown Madeline Groves Brittany Elmslie          | 3:57,80 min |                 |
| 3     | China              | Fu Yuanhui Zhang Xinyu Lu Ying Shen Duo                                 | 3:58,23 min |                 |
| 4     | Italien            | Carlotta Zofkova Arianna Castiglioni Ilaria Bianchi Federica Pellegrini | 3:59,09 min |                 |
| 5     | Großbritannien     | Georgia Davies Chloé Tutton Siobhan-Marie O’Connor Georgia Coates       | 3:59,34 min |                 |
| 6     | Deutschland        | Jenny Mensing Vanessa Grimberg Alexandra Wenk Annika Bruhn              | 4:02,19 min |                 |
| –     | Frankreich         | Béryl Gastaldello Fanny Deberghes Marie Wattel Charlotte Bonnet         | —           | Disqualifiziert |
| –     | Tschechien         | Simona Baumrtová Martina Moravčíková Lucie Svecena Barbora Seemanová    | —           | Disqualifiziert |

## Finale
14. August 2016, 03:49 MEZ
| Platz | Nation             | Besetzung                                                                    | Zeit        | Anmerkung |
| ----- | ------------------ | ---------------------------------------------------------------------------- | ----------- | --------- |
| 1     | Vereinigte Staaten | Kathleen Baker Lilly King Dana Vollmer Simone Manuel                         | 3:53,13 min |           |
| 2     | Australien         | Emily Seebohm Taylor McKeown Emma McKeon Cate Campbell                       | 3:55,00 min |           |
| 3     | Dänemark           | Mie Østergaard Nielsen Rikke Møller Pedersen Jeanette Ottesen Pernille Blume | 3:55,01 min | ER        |
| 4     | China              | Fu Yuanhui Jingling Shi Lu Ying Menghui Zhu                                  | 3:55,18 min |           |
| 5     | Kanada             | Kylie Masse Rachel Nicol Penny Oleksiak Chantal van Landeghem                | 3:55,49 min | NR        |
| 6     | Russland           | Anastassija Fessikowa Julija Jefimowa Swetlana Tschimrowa Weronika Popowa    | 3:55,66 min | NR        |
| 7     | Großbritannien     | Georgia Davies Chloé Tutton Siobhan-Marie O’Connor Francesca Halsall         | 3:56,96 min | NR        |
| 8     | Italien            | Federica Pellegrini Ilaria Bianchi Arianna Castiglioni Carlotta Zofkova      | 3:59,50 min |           |